# George Panga
George Panga (n. 4 februarie 1885, Maiorești- d. 26 aprilie 1931, Cluj) a fost un deputat în Marea Adunare Națională de la Alba Iulia, organismul legislativ reprezentativ al „tuturor românilor din Transilvania, Banat și Țara Ungurească”, cel care a adoptat hotărârea privind Unirea Transilvaniei cu România, la 1 decembrie 1918.:p. 77

## Biografie
George Panga, născut în localitatea Maiorești, județul Mureș, a urmat cele șapte clase primare, activitatea sa principală fiind agricultura. Este ales ca membru al Senatului Național Român din Maiorești și a făcut parte din Garda Națională locală. A decedat la Cluj la data de 26 aprilie 1931.

## Activitatea politică
A fost ales ca delegat supleant al cercului electoral  Reghin, la Marea Adunare Națională de la Alba Iulia de la 1 decembrie 1918.:p.254